# (2216) Kerch
(2216) Kerch es un asteroide perteneciente al cinturón de asteroides, descubierto el 12 de junio de 1971 por Tamara Mijáilovna Smirnova desde el Observatorio Astrofísico de Crimea (República de Crimea).

## Designación y nombre
Designado provisionalmente como 1971 LF. Fue nombrado Kerch en homenaje a Kerch, ciudad de la península de Crimea.